# Лодин, Николай Иванович
Никола́й Ива́нович Ло́дин (12 декабря 1946, Нижнее Пронге — 8 мая 2013, Николаевск-на-Амуре) — советский боксёр наилегчайшей весовой категории, выступал за сборную СССР во второй половине 1960-х — первой половине 1970-х годов. Бронзовый призёр чемпионата Европы, двукратный чемпион Советского Союза, участник многих международных турниров и матчевых встреч. На соревнованиях представлял Вооружённые силы, мастер спорта международного класса.

## Биография
Николай Лодин родился 12 декабря 1946 года в селе Нижнее Пронге. Активно заниматься боксом начал в возрасте тринадцати лет в одном из местных боксёрских залов, проходил подготовку под руководством заслуженного тренера Киргизии Владимира Калегова. Первого серьёзного успеха на ринге добился в 1967 году, когда завоевал золотую медаль первенства СССР. Благодаря этому достижению стал попадать в основной состав национальной сборной и ездить на крупне международные турниры (тогда же выполнил норматив мастера спорта международного класса). Два года спустя одержал победу на молодёжном чемпионате Европы.
Наиболее успешным в боксёрской карьере Лодина получился 1973 год, когда он переехал в Даугавпилс и под руководством Заслуженного тренера Латв.ССР Леонарда Пурвинского , во второй раз выиграл первенство Советского Союза и съездил на чемпионат Европы в Белград, откуда привёз медаль бронзового достоинства (на стадии полуфиналов со счётом 2:3 проиграл румыну Константину Груеску). На чемпионате СССР 1974 года занял третье место, проиграв в полуфинале казаху Бахтаю Сапееву. Вскоре после этих соревнований принял решение завершить карьеру спортсмена и покинул сборную. Всего в любительском боксе он провёл 238 боёв, из них 218 окончил победой (в том числе выиграл 24 из 27 международных встреч).
После завершения спортивной карьеры Николай Лодин перешёл на тренерскую работу. В поздние годы проживал в Николаевске-на-Амуре, где работал тренером в спортивном клубе «Регион». Вдовец, четверо детей.
Умер 8 мая 2013 года в доме престарелых в поселкё Маго.